# Lubbock Ridge
Lubbock Ridge är en bergstopp i Antarktis. Den ligger i Västantarktis. Nya Zeeland gör anspråk på området. Toppen på Lubbock Ridge är 1 997 meter över havet.
Terrängen runt Lubbock Ridge är kuperad söderut, men norrut är den bergig. Trakten är obefolkad. Det finns inga samhällen i närheten.